# Chimaera panthera
Chimaera panthera je vrsta morskih rib iz družine Chimaeridae, ki je endemična v vodah Nove Zelandije.
Doslej so našli le nekaj primerkov te vrste na treh majhnih območjih na globinah med 327 in 1020 m. O biologiji vrste ni znano nič, znanstveniki pa predvidevajo, da bi bila lahko razširjena tudi drugje.